# Понентув-Ґурни-Первши
Понентув-Ґурни-Первши (пол. Ponętów Górny Pierwszy) — село в Польщі, у гміні Ольшувка Кольського повіту Великопольського воєводства.
У 1975—1998 роках село належало до Конінського воєводства.